# Zachary Wyatt
Zachary Wyatt (sinh ngày 7 tháng 10 năm 1984) là một chính khách người Mỹ đến từ bang Missouri. Là một đảng viên Cộng hòa, Wyatt là nghị sĩ nhiệm kỳ đầu tiên của Hạ viện Missouri từ Khu vực 2, bao gồm quận Adair, quận Putnam và một phần của quận Sullivan. Vào tháng 5 năm 2012, Hạ nghị sĩ Wyatt trở thành nhà lập pháp Cộng hòa đồng tính công khai duy nhất của bang. Ông "công khai" trong cuộc họp báo ở Missouri Capitol, trong khi phản đối dự luật "Don't Say Gay". Do việc phân chia lại bản đồ của Quốc hội Missouri sau Điều tra dân số Hoa Kỳ năm 2010, khu vực 2 được chia thành hai khu vực mới được đánh số. Hạ nghị sĩ Wyatt ban đầu đã nộp đơn để tranh cử cho khu vực 3, bao gồm hầu hết lãnh thổ khu vực 2 trước đây của ông. Tuy nhiên, vào đầu tháng 4 năm 2012, ông tuyên bố ý định rút lui để nhường cho đảng viên Cộng hòa khác. Wyatt cho biết việc rút lui của ông là việc ông chấp nhận tham gia một chương trình sinh học biển tại Đại học Hawaii, và mong muốn tận dụng tối đa các lợi ích giáo dục dành cho cựu chiến binh của mình. Trong cuộc tổng tuyển cử tháng 11, đảng viên Cộng hòa Nate Walker đã đánh bại đảng viên Dân chủ Rebecca McClanahan, đối thủ của Wyatt vào năm 2010, để giành ghế khu vực 3 và kế nhiệm Wyatt.

## Đời tư
Zachary Wyatt sinh ngày 7 tháng 10 năm 1984 tại Kirksville, Missouri với cha mẹ là Randall "Randy" Wyatt và Frances "Fran" Wyatt (nhũ danh Quint). Ông có một anh trai Nicholas Wyatt là cựu chiến binh Hải quân Hoa Kỳ. Lớn lên ở vùng nông thôn phía tây quận Adair, Wyatt tốt nghiệp trường trung học Adair County R-1 tại Novinger, Missouri vào năm 2003. Sau khi tốt nghiệp, ông gia nhập Lực lượng Không quân Hoa Kỳ cho đến tháng 3 năm 2010. Khi ở trong Không quân Hoa Kỳ, Wyatt có bằng Associate of Arts về công nghệ thông tin của Trường Cao đẳng Cộng đồng Lực lượng Không quân, cũng như bằng Associate of Arts về tiếng Nga và chứng chỉ biên phiên dịch tiếng Chechnya của Học viện Ngôn ngữ Quốc phòng. Khi ở trong Lực lượng Không quân, Wyatt cũng từng là một nhà ngôn ngữ học tiếng Nga/Chechnya/Ukraina giám sát thông tin liên lạc trên máy bay có tên RC-135 và C-130 trên không.

## Lịch sử bầu cử
| Bầu cử Đại diện Khu vực 2 của Bang Missouri năm 2010 | Bầu cử Đại diện Khu vực 2 của Bang Missouri năm 2010 | Bầu cử Đại diện Khu vực 2 của Bang Missouri năm 2010 | Bầu cử Đại diện Khu vực 2 của Bang Missouri năm 2010 | Bầu cử Đại diện Khu vực 2 của Bang Missouri năm 2010 | Bầu cử Đại diện Khu vực 2 của Bang Missouri năm 2010 |
| Đảng                                                 | Đảng                                                 | Ứng cử viên                                          | Số phiếu                                             | %                                                    | ±                                                    |
| ---------------------------------------------------- | ---------------------------------------------------- | ---------------------------------------------------- | ---------------------------------------------------- | ---------------------------------------------------- | ---------------------------------------------------- |
|                                                      | Cộng hòa                                             | Zachary Wyatt                                        | 6,794                                                | 60.6                                                 | Đắc cử                                               |
|                                                      | Dân chủ                                              | Rebecca McClanahan                                   | 4,423                                                | 39.4                                                 |                                                      |